# Kiyotake Hiroshi
Kiyotake Hiroshi (清武 弘嗣 (Thanh Vũ Hoằng Tự)), sinh ngày 12 tháng 11 năm 1989, là một cầu thủ bóng đá người Nhật Bản. Anh đang chơi ở vị trí tiền vệ cho câu lạc bộ Cerezo Osaka và đội tuyển quốc gia Nhật Bản.

## Sự nghiệp câu lạc bộ
Kiyotake Hiroshi bắt đầu sự nghiệp bóng đá chuyên nghiệp tại câu lạc bộ Oita Trinita năm 2009. Năm 2010, anh được chuyển sang Cerezo Osaka, đây là bệ phóng đưa anh ra thế giới khi sang Đức thi đấu cho 1. FC Nürnberg.
Kiyotake sau đó chuyển đến Bundesliga vào năm 2014 thi đấu cho Hannover 96, trước khi gia nhập câu lạc bộ Sevilla ở La Liga sau khi Hannover 96 bị xuống hạng khỏi Bundesliga. Tại đây, anh có lần đầu tiên được thi đấu tại giải đấu UEFA Champions League. Năm 2017, anh trở về Nhật Bản thi đấu cho câu lạc bộ cũ Cerezo Osaka.

## Đội tuyển bóng đá quốc gia Nhật Bản
Kiyotake thi đấu cho đội tuyển bóng đá quốc gia Nhật Bản từ năm 2011. Anh mặc áo số 8 ở vị trí tiền vệ, tiền đạo. Anh có thể đá cặp với Okazaki Shinji hoặc Honda Keisuke hoặc đá hộ công cho hai cầu thủ này. Anh ra sân 44 lần và ghi 5 bàn.

## Đời sống cá nhân
Em trai của anh, Koki Kiyotake cũng là một cầu thủ bóng đá chuyên nghiệp.

## Danh hiệu

### Câu lạc bộ
Oita Trinita
- J.League Cup: 2008

Cerezo Osaka
- J.League Cup: 2017
- Cúp Hoàng đế Nhật Bản: 2017
- Siêu cúp Nhật Bản: 2018

## Thống kê sự nghiệp

### Quốc tế
Nguồn:
| Đội tuyển bóng đá Nhật Bản | Đội tuyển bóng đá Nhật Bản | Đội tuyển bóng đá Nhật Bản |
| Năm                        | Trận                       | Bàn                        |
| -------------------------- | -------------------------- | -------------------------- |
| 2011                       | 5                          | 0                          |
| 2012                       | 7                          | 1                          |
| 2013                       | 11                         | 0                          |
| 2014                       | 3                          | 0                          |
| 2015                       | 7                          | 0                          |
| 2016                       | 9                          | 4                          |
| 2017                       | 1                          | 0                          |
| Tổng cộng                  | 43                         | 5                          |

### Bàn thắng quốc tế
| # | Ngày                 | Địa điểm                                       | Cap | Đối thủ              | Bàn thắng | Kết quả | Giải đấu                 |
| - | -------------------- | ---------------------------------------------- | --- | -------------------- | --------- | ------- | ------------------------ |
| 1 | 14 tháng 11 năm 2012 | Khu liên hợp thể thao Sultan Qaboos, Oman      | 12  | Oman                 | 1–0       | 2–1     | Vòng loại World Cup 2014 |
| 2 | 24 tháng 3 năm 2016  | Sân vận động Saitama 2002, Nhật Bản            | 33  | Afghanistan          | 2–0       | 5–0     | Vòng loại World Cup 2018 |
| 3 | 7 tháng 6 năm 2016   | Sân vận động bóng đá thành phố Suita, Nhật Bản | 35  | Bosna và Hercegovina | 1–0       | 1–2     | Kirin Cup 2016           |
| 4 | 11 tháng 11 năm 2016 | Sân vận động bóng đá Kashima, Nhật Bản         | 41  | Oman                 | 3–0       | 4–0     | Kirin Cup 2016           |
| 5 | 15 tháng 11 năm 2016 | Sân vận động Saitama 2002, Nhật Bản            | 42  | Ả Rập Xê Út          | 1–0       | 2–1     | Vòng loại World Cup 2018 |